# Parco nazionale di Namdapha
Il parco nazionale di Namdapha è un parco nazionale dell'India nord-orientale. Si trova nello stato dell'Arunachal Pradesh e copre un'area di quasi 2000 chilometri quadrati.

## Geografia
Il parco nazionale di Namdapha si trova nell'Arunachal Pradesh, nell'India nord-orientale. Copre una superficie di 1808 km², ai quali va aggiunta una zona cuscinetto di 245 km². Il parco nazionale prende il nome dal fiume Namdapha, che qui ha la sorgente e scorre attraverso il parco in direzione nord-sud. A nord, il parco nazionale confina con la riserva naturale di Kamlang, mentre a ovest è delimitato dal fiume Noa-Dihing. Nel sud e nel sud-est del parco si ergono catene montuose che si estendono fino al Myanmar. L'altitudine dell'area protetta varia da 200 a 4571 metri sul livello del mare. All'interno del parco ci sono 27 villaggi, nei quali vivono quasi 10000 persone, appartenenti per lo più al popolo chakma.
Il parco nazionale si trova a 27° gradi di latitudine e ricade pertanto nella zona subtropicale. A causa del forte dislivello, tuttavia, il clima locale varia notevolmente. Nelle valli prevale un clima subtropicale e sulle cime montuose un clima alpino. Si possono distinguere quattro stagioni: la stagione fredda da dicembre a febbraio, il periodo pre-monsonico da marzo a maggio, il periodo del monsone di sud-ovest da giugno a settembre e il periodo post-monsonico da ottobre a novembre. L'area è eccezionalmente piovosa e può ricevere fino a 6300 mm di precipitazioni annuali. Circa il 75% di queste cade durante la stagione del monsone di sud-ovest e circa il 15% durante quella del monsone di nord-est, da dicembre a marzo.

## Storia
L'area su cui sarebbe sorto il parco nazionale godeva originariamente dello status di riserva forestale protetta (reserve forest). Successivamente, il 2 ottobre 1972, venne promossa a santuario naturale (wildlife sanctuary), per poi ricevere, il 12 marzo 1983, lo status di parco nazionale. Alcuni giorni dopo, il 15 marzo, venne dichiarata ufficialmente anche «riserva delle tigri».

## Flora e fauna

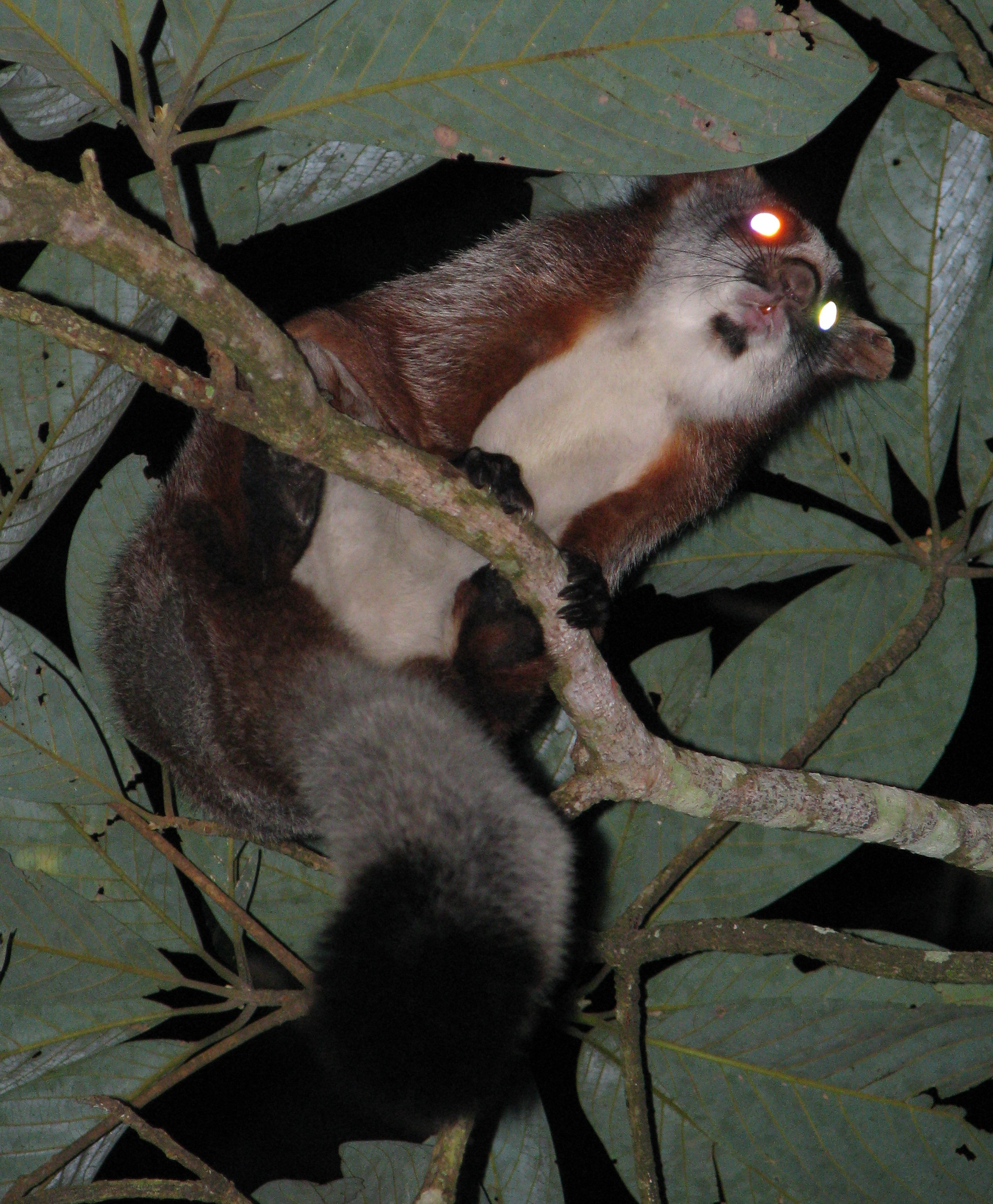
Un petaurista o taguan (Petaurista petaurista).

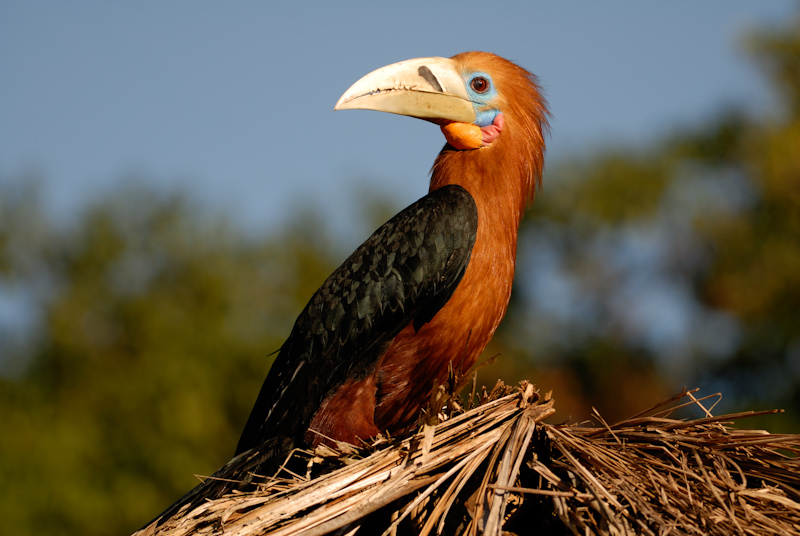
Un bucero collorossiccio (Aceros nipalensis) nel parco nazionale.

Dal momento che il terreno sale da zone pianeggianti a 4500 metri sul livello del mare, la vegetazione è molto varia: passa dalle foreste pluviali tropicali e subtropicali ai piedi delle montagne alle foreste decidue temperate delle quote medie, fino ai prati alpini e alle nevi perenni. Di conseguenza, anche la fauna, che comprende sia specie proprie del Sud-est asiatico tropicale che della regione himalayana, è particolarmente ricca. Namdapha ospita tigri del Bengala, leopardi indiani, leopardi nebulosi e leopardi delle nevi. Tra gli altri grandi predatori figurano cuon, lupi e orsi dal collare.
Ben rappresentati sono anche i grandi erbivori, che comprendono da un lato specie tropicali come elefanti, gaur, bufali selvatici, sambar, cervi porcini, muntjak indiani e cinghiali, ma dall'altro anche animali tipici delle zone montuose, come goral, sirau, takin e bharal. I primati sono rappresentati da sette specie: il lori lento, il gibbone hulok, il macaco reso, il macaco orsino, il macaco dell'Assam e il presbite dal ciuffo. Tra i piccoli carnivori sono presenti il panda minore, il binturong e numerose specie di felini e di viverridi. Per alcune di queste specie, come il gibbone hulok, Namdapha costituisce una delle ultime roccaforti. Uno studio condotto nell'inverno 2006-07 ha registrato la presenza di 50 esemplari di questo raro primate nell'area del parco nazionale.
Per quanto riguarda l'avifauna, anch'essa molto ricca, ricordiamo la presenza dell'aquila dal ciuffo di Hodgson, dello speroniere della Birmania, del gufo baio orientale e del bucero collorossiccio.
In totale, il parco nazionale ospita 69 specie di mammiferi e 233 specie di uccelli.
Tuttavia, uno studio recente effettuato grazie all'impiego di fototrappole ha rivelato che le popolazioni di grandi mammiferi nel parco sono poco numerose. È probabile che ciò sia da attribuire al bracconaggio. Nel corso dello studio in questione non è stato registrato nessun segno della presenza di tigri. L'unico grande carnivoro del quale è stata segnalata la presenza è il leopardo nebuloso. Leopardi e cuon sono stati registrati solo indirettamente, attraverso il ritrovamento di feci e di impronte, ed è probabile che siano ancora presenti in piccolo numero. Lo stesso vale per i gaur e i sirau. Solo un piccolo branco di elefanti sembra visitare regolarmente il parco. È stata documentata con certezza la presenza di popolazioni di cervi sambar, cinghiali, muntjak indiani e di numerose specie di piccoli carnivori. Alcuni anni dopo, nel 2012, le trappole fotografiche hanno nuovamente segnalato la presenza di una tigre. Inoltre, è stato registrato un numero maggiore di fotografie di altri grandi mammiferi, il che ha dimostrato che la situazione della fauna nel parco è migliore di quanto inizialmente era stato temuto.